# نشوان حمیری
نَشوان بن سعید حِمْیَری (؟ - ۱۱۷۸م) فقیه زیدی، قاضی، معتزلی، زبان‌شناس، ادیب، تاریخدان، نسب‌شناس و نویسندهٔ یمنی در سدهٔ ششم هجری بود.   از تبار یکی از پادشاهان حمیر بود.  بنا به منابع شیعی وی از شیعیان زیدیه بوده  است نه معتزلی و نسبت وی به معتزله خلاف واقع است چرا که معتزله شیعه نبوده‌اند به خلاف تصور غلط مستشرقین و افرادی سلفی (مانند وهابی‌ها) مثل زرکلی.

## آثار
- قصیدهٔ حِمیَریّه: همچنین شهرت‌یافته به نَشوانیه، ۲۳۰ بیت شامل می‌شود که نشوان بن سعید می‌خواسته در آن بزرگی‌های حِمیَر را بازگو کند.
- شمس العلوم: با عنوان کامل «شمس العلوم و دواء کلام العرب من الکُلوم صحیح التألیف و الأمان من التحریف»
- رسالة الحُور العِین
- شرح رسالة الحور العین
- التِبیان فی تفسیر القرآن
- رسالة فی التصریف
- أحکام صنعاء و زَبید
- وصیّه
- أرجوزة فی الشهور الرومیة